# Ева Секей
Ева Секей (угор. Éva Székely; (3 квітня 1927 , Будапешт  — 29 лютого 2020 , Будапешт )) — угорська плавчиня, чемпіонка літніх Олімпійських ігор 1952 року на дистанції 200 м брасом, срібна медалістка літніх Олімпійських ігор 1956 року.

## Біографія
Ева Секей народилася 1927 року в Будапешті. Вона почала займатися плаванням 1936 року. Виступала за спортивне товариство «Локомотив». 1941 року її відрахували з команди за те, що вона була єврейкою. 1944 року в Угорщині почався Голокост. За її спогадами, батько зміг врятувати її, лише сказавши нацистам, що вона чемпіонка з плавання. Її спрямували в трудовий батальйон, проте вона змогла втекти, застрибнувши до трамвая, що проїжджав повз. Потім вона з родиною серед 43 осіб переховувалася у двокімнатній квартирі. Із 43 чоловік лише 10 залишилися живими.
Секей підтримувала фізичну форму, 100 разів на день піднімаючись і спускаючись сходами на 5-й поверх.

## Спортивна кар'єра
Секей взяла участь у літніх Олімпійських іграх 1948 року. 1952 року на літніх Олімпійських іграх у Гельсінках вона перемогла на дистанції 200 метрів брасом. На літніх Олімпійських іграх 1956 року посіла друге місце. За свою кар'єру вона встановила 10 світових рекордів, 101 рекорд Угорщини та здобула 68 національних титулів. 1957 року сім'я переїхала до США, однак наступного року повернулася до Будапешта.
Після завершення спортивної кар'єри Секей стала фармацевтом і тренером. Серед її учнів була і її дочка. 1976 року її ввели до Залу Слави світового плавання. А ще її ввели до Міжнародного єврейського спортивного залу слави. 2004 року її назвали одним з найвидатніших спортсменів в історії країни. Вона опублікувала три автобіографії. Ева Секей померла 2020 року в Будапешті на 93-му році життя.

## Особисте життя
Секей вийшла заміж за ватерполіста Деже Дьярматі, згодом триразового олімпійського чемпіона. Їхня дочка Андреа Дьярматі (нар.. 1954) також стала плавчинею і дворазовою медалісткою літніх Олімпійських ігор 1976 року.